# Parafia Świętego Krzyża w Brzezinach
Parafia Świętego Krzyża w Brzezinach – parafia rzymskokatolicka należąca do dekanatu Błaszki diecezji kaliskiej. Została utworzona w 1920. Prowadzą ją księża diecezjalni.

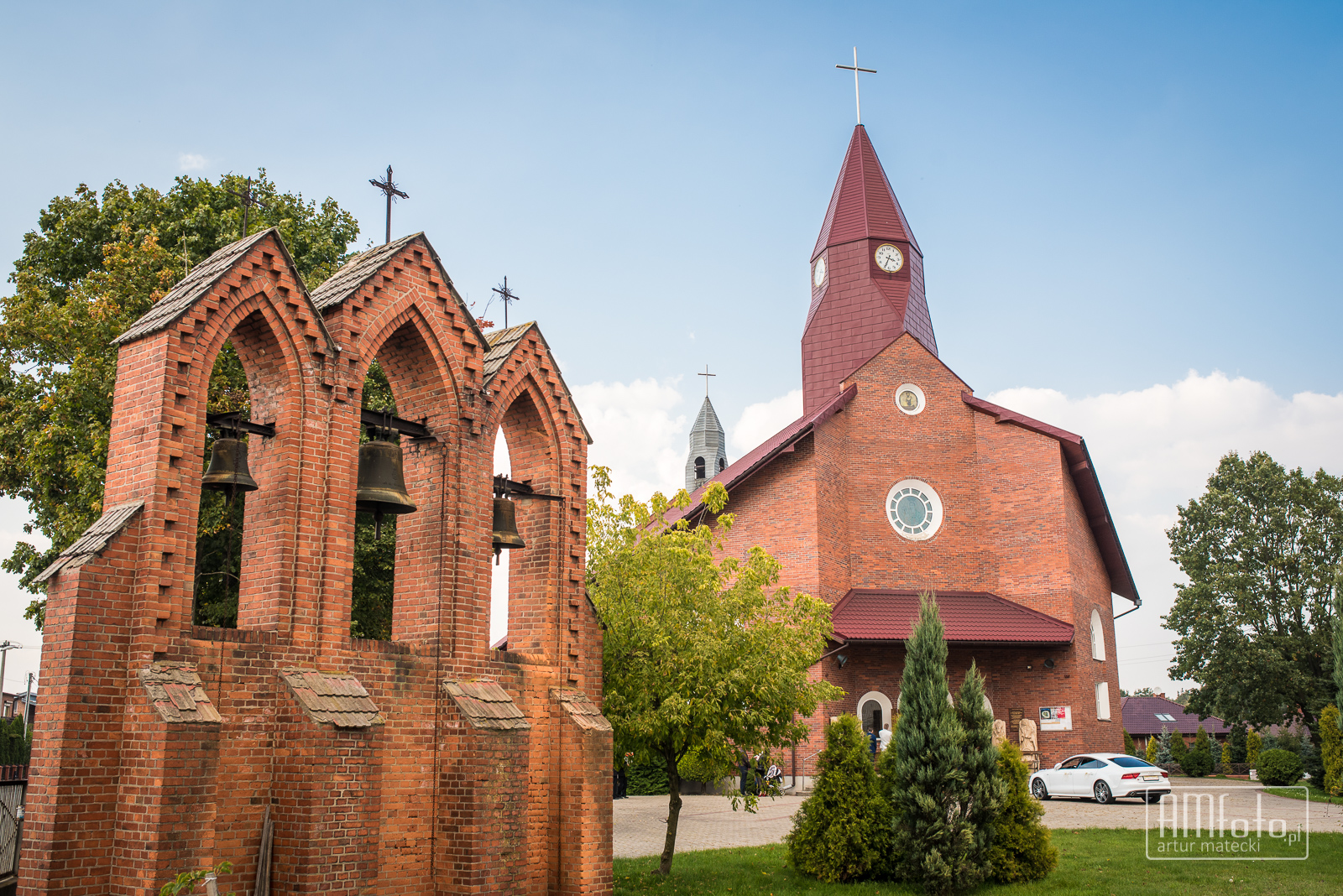
fot. Artur Matecki www.amfoto.pl